# 装甲ボックスランチャー

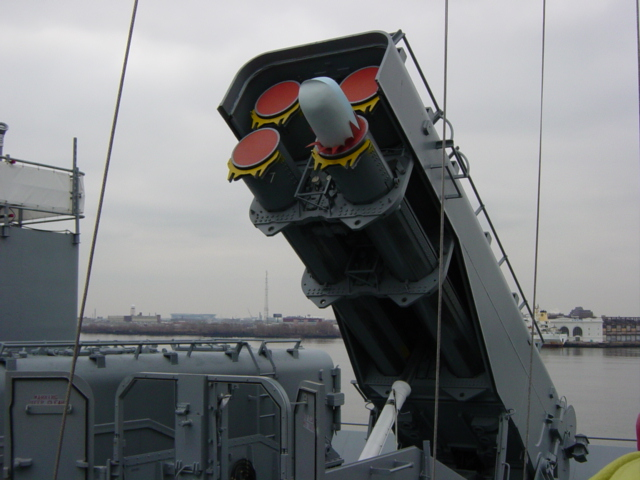
装甲ボックスランチャー、戦艦「ニュージャージー」上。

装甲ボックスランチャー(Mk.143 Armored Box Launcher: ABL) はアメリカ海軍におけるトマホーク巡航ミサイル発射機の一つ。VLS搭載以前の水上艦向け機材であり、Mk.32 トマホーク武器システムの一部となる。

## 概要
トマホークは1970年代から1980年代にかけて開発されたが、それまでのアメリカ海軍水上艦におけるミサイル発射システムとは適合しなかった。そのため、ミサイル庫および発射機も開発する必要があった。トマホークは比較的大型のミサイルであり、ミサイル庫兼発射機の設置場所としては甲板上が考えられた。しかし、非防御状態で設置することは防御力の低下を招くと考えられ、装甲で周囲を覆うこととした。これによりMk.143 装甲ボックスランチャー (ABL)が開発された。
ABLは4連装発射機であり、発射筒を斜めに起こしてからミサイルを発射する。1980年代前半より水上艦に改修による追加搭載が開始されたが、より柔軟性のあるMk.41 VLSの実用化により取って代わられた。

## 搭載艦
- アイオワ級戦艦
- 原子力ミサイル巡洋艦「ロングビーチ」
- バージニア級原子力ミサイル巡洋艦
- スプルーアンス級駆逐艦（6隻のみ）

アイオワ級戦艦はMk 12 5インチ砲などを降ろした場所に8基、スプルーアンス級駆逐艦は前甲板のアスロック対潜ミサイル発射機の左右の甲板に2基、他の艦は艦の後部に2基搭載した。